# 匈牙利-罗马尼亚战争
1919年匈牙利－羅馬尼亞戰爭（匈牙利語：1919-es magyar–román háború）是匈牙利民主共和國（從1919年3月起為匈牙利蘇維埃共和國）和羅馬尼亞王國之間爆發的戰爭。敵對行動開始於1918年11月13日，1919年7月29日，羅馬尼亞軍隊越過蒂薩河圍攻布達佩斯；結束於1919年8月3日，布達佩斯被羅馬尼亞攻占，匈牙利蘇維埃共和國滅亡。1919年11月14日羅馬尼亞軍隊撤出布達佩斯，2天後匈牙利海軍上將霍尔蒂進入了布達佩斯，控制了匈牙利全國。羅馬尼亞軍事佔領了現今的匈牙利東部，直至1920年3月28日撤離，但特蘭西瓦尼亞歸羅馬尼亞。

## 背景

### 战后匈牙利

#### 匈牙利建立共和国和解除武装
1918年，奥匈帝国在意大利战线上战败，政治崩溃并解体。战争期间，自由派匈牙利贵族卡罗伊·米哈伊伯爵在匈牙利议会领导了一个规模虽小但非常活跃的反战和平主义的特立独行者派别。战争期间，他甚至组织了与英国和法国驻瑞士外交官的秘密接触。1918年10月31日，布达佩斯的紫菀花革命使协约国支持者卡罗伊上台。匈牙利皇家军队仍由1,400,000名士兵组成，这些士兵是在卡罗伊被宣布为匈牙利总理时从匈牙利王国领土招募的。卡罗伊屈服于美国总统伍德罗·威尔逊对和平主义的要求，于1918年11月2日在战争部长林德·贝洛的指导下下令解除匈牙利军队的武装。单方面解除匈牙利军队武装使匈牙利缺少国防能力。因此，它变得特别脆弱。匈牙利新任少数民族事务部长亚西·奥斯卡提议为少数民族（如特兰西瓦尼亚的罗马尼亚人）就有争议的边界举行全民公决，但这些少数民族的政治领导人在巴黎和会上拒绝了就有争议领土举行全民公决的想法。

#### 匈牙利解除武装之后的国际关系
六天后，1918年11月5日，塞尔维亚军队在法国军队的帮助下越过了匈牙利王国的南部边境。11月8日，捷克斯洛伐克军队越过北部边境，11月13日，罗马尼亚军队越过东部边境。那天，卡罗伊在贝尔格莱德与协约国签署停战协议，将匈牙利军队的规模限制在六个步兵师和两个骑兵师，并划定了仍由匈牙利控制领土的分界线。
在确定边界之前，这些分界线将一直适用。根据停战协议，塞尔维亚和法国军队从南部推进，控制了巴纳特和克罗地亚。捷克斯洛伐克控制了上匈牙利（今天主要属于斯洛伐克）和喀尔巴阡鲁塞尼亚。罗马尼亚军队获准向穆列什河推进。然而，11月14日，塞尔维亚占领了佩奇。匈牙利单方面解除武装使规模较小的罗马尼亚军队、法国-塞尔维亚军队和新成立的捷克斯洛伐克武装部队能够占领匈牙利。在卡罗伊的和平内阁统治期间，匈牙利失去了对其战前约75%领土（325,411平方公里，或125,642平方英里）的控制。

### 一战中的罗马尼亚
1916年8月28日，罗马尼亚国王斐迪南一世向罗马尼亚人民宣布：
在我们的道德能量和勇气中，我们有办法让他恢复与生俱来的权利，即从蒂萨河到黑海的伟大而自由的罗马尼亚，并按照我们的习俗、希望和梦想在和平中繁荣发展。
1916年8月27日，罗马尼亚王国向奥匈帝国宣战，加入第一次世界大战。这样做，罗马尼亚的目标是将罗马尼亚人口所在的所有领土统一为一个国家。1916年8月17日的《布加勒斯特条约》规定了罗马尼亚获得奥匈帝国领土的条款。然而，从军事和地缘政治意义上讲，罗马尼亚参战的关键因素是俄罗斯对奥匈帝国的布鲁西洛夫攻势取得了成功。在罗马尼亚取得短暂的成功后，随后的战争对罗马尼亚来说变成了一场军事灾难。经过三个月的战争，罗马尼亚王国三分之二的领土被同盟国占领。1916年12月6日，罗马尼亚首都布加勒斯特被同盟国占领。德国将军奥古斯特·冯·马肯森被任命为罗马尼亚被占领土的“军事总督”。根据俄罗斯的停战协议，罗马尼亚军队被迫于1917年12月9日签署了《福克沙尼停战协定》。
1918年十月革命后，布尔什维克在《布列斯特-立陶夫斯克条约》中与同盟国签署了单独的和平协议。罗马尼亚成了东方战线上唯一的协约国，这种情况远远超出了其军事能力。因此，1918年5月7日，罗马尼亚要求和平。罗马尼亚总理亚历山德鲁·马吉罗曼与同盟国签署了《布加勒斯特条约》（1918年），但罗马尼亚国王斐迪南一世从未签署过该条约。
1918年底，罗马尼亚的局势十分严峻。它正在遭受惩罚性战争赔偿的后果。多布罗加被保加利亚占领。罗马尼亚军队的大部分已经复员，只有四个满员师。另有八个师处于预备役状态。只有第9和第10步兵师以及第1和第2骑兵师满员。然而，这些部队参与了保护比萨拉比亚免受苏维埃俄国的攻击。
1918年11月11日，德国与协约国签署停战协议，根据该协议，他们必须立即将驻罗马尼亚、奥斯曼帝国、奥匈帝国和俄罗斯帝国的所有德国军队撤回本土。协约国可以进入这些国家。德国停战后，德军在奥古斯特·冯·马肯森元帅的指挥下，被命令撤退到德国。

## 1918年11月-1919年3月

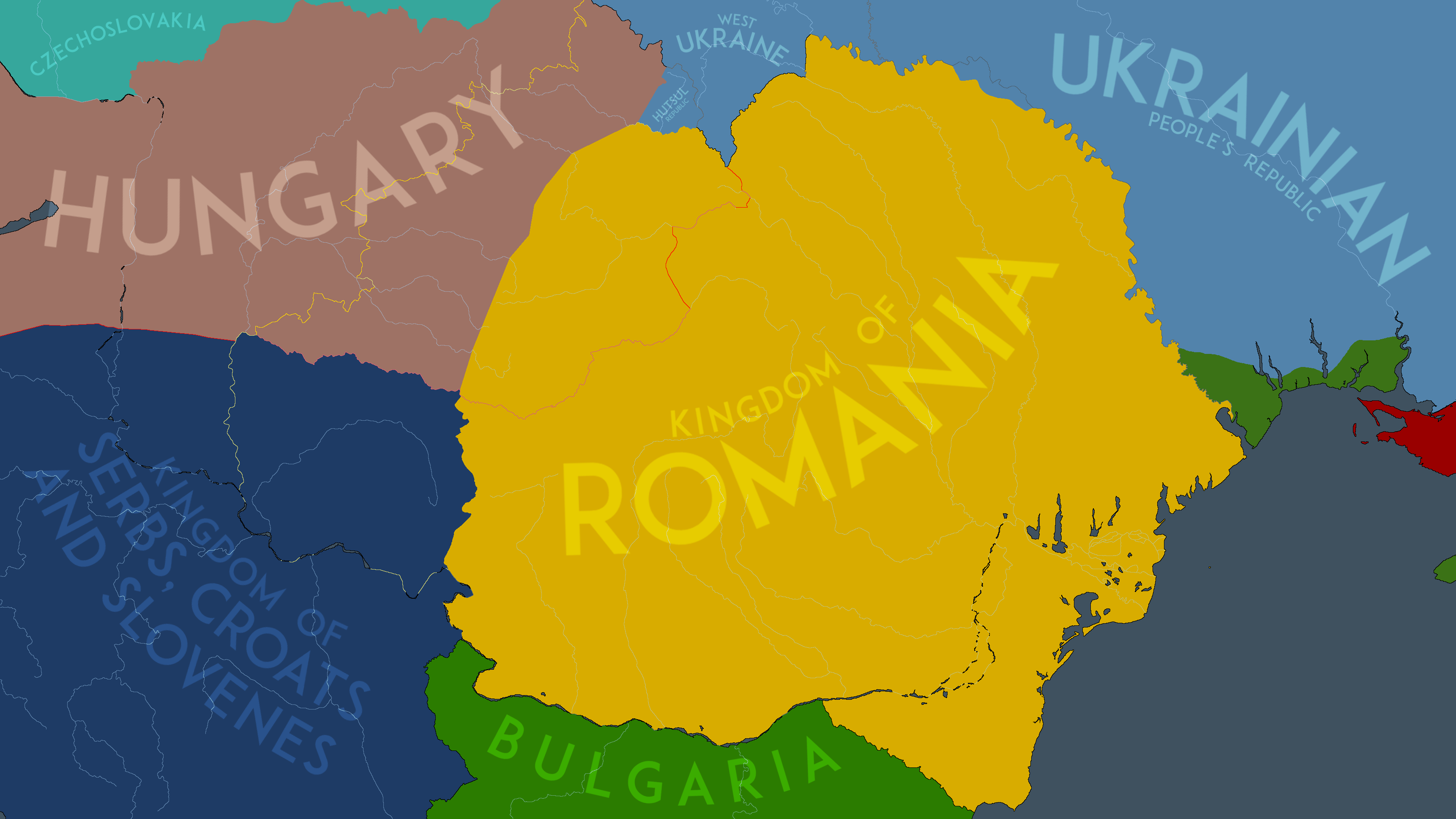
1919年1月22日局势，罗马尼亚宣称领土以黄色表示

1918年11月10日，罗马尼亚站在协约国一边重新参战，其目标与1916年相似。斐迪南国王呼吁动员罗马尼亚军队，并命令其越过喀尔巴阡山脉进入特兰西瓦尼亚发动进攻。驻扎在摩尔达维亚的第1猎枪兵师以及第7和第8步兵师是首批被动员的部队。第8师被派往布科维纳，另外两个师被派往特兰西瓦尼亚。11月13日，第7步兵师从东喀尔巴阡山脉的普里瑟卡尼河（锡雷特河支流）进入特兰西瓦尼亚。随后，第1猎枪兵师进入特兰西瓦尼亚，位于巴克乌县的帕兰卡乡。
12月1日，罗马尼亚兼并特兰西瓦尼亚由特兰西瓦尼亚、巴纳特、克里沙纳和马拉穆列什的1228名罗马尼亚人民选出的代表主持，他们宣布并入罗马尼亚。后来，特兰西瓦尼亚萨克森人和巴纳特施瓦本人也支持这一合并。12月7日，布拉索夫被罗马尼亚军队占领。当月晚些时候，罗马尼亚部队到达了穆列什河沿线，这是协约国和匈牙利代表在贝尔格莱德停战协定中商定的分界线。
应罗马尼亚的请求，由法国将军路易·弗朗谢·德斯佩雷领导的东部协约国司令部允许罗马尼亚军队向喀尔巴阡山西部推进。第7步兵师向克卢日推进，第1师向阿尔巴尤利亚推进。12月24日，罗马尼亚军队部队进入克卢日-纳波卡。到1919年1月22日，罗马尼亚军队控制了穆列什河的所有领土。第7师和第1师兵力分散，因此第2师被派往锡比乌，第6师被派到布拉索夫。两个新的步兵师，即第16和第18步兵师，是由之前在奥匈帝国军队中动员的罗马尼亚士兵组成的。罗马尼亚军队在特兰西瓦尼亚建立了统一指挥部。其总部设在锡比乌，由特拉扬·
莫绍尤将军指挥。虽然罗马尼亚控制着新的领土，但并不包括该地区的所有罗马尼亚人。
1919年2月28日，在巴黎和会上，协约国通知匈牙利罗马尼亚军队将向前推进的新分界线。这条线路与连接萨图马雷、奥拉迪亚和阿拉德的铁路重合。然而，罗马尼亚军队没有进入这些城市。他们建立一个非军事区，从新的分界线延伸到分界线以外5公里（3.1英里）。非军事区代表了罗马尼亚对匈牙利领土要求的范围。匈牙利军队在非军事区西部边界后的撤退将于3月22日开始。
13月19日，匈牙利收到法国中校费尔南·维克斯关于新分界线和非军事区的通知（“维克斯照会”）。卡罗伊政府不接受这些条款，这引发了库恩·贝拉的政变，他成立了匈牙利苏维埃共和国。与此同时，罗马尼亚军队和匈牙利当地小型民间叛乱组织之间发生了有限的零星小规模冲突。一些匈牙利人在罗马尼亚军队控制区外骚扰罗马尼亚人。

## 自由主义政权垮台和共产主义政变

匈牙利-罗马尼亚战争地图，1918-1920年，其中红色斜杠代表匈牙利苏维埃共和国控制区域

和平主义的卡罗伊政府未能妥善处理国内和军事问题，失去了民众的支持。1919年3月20日，被关押在马尔科监狱的库恩·贝拉获释。3月21日，他领导了一场成功的共产主义政变。卡罗伊总统被新政府罢免并逮捕。库恩组建了一个社会民主主义的共产主义联合政府，并宣布成立匈牙利苏维埃共和国。几天后，共产党将社会民主党从政府中清除。匈牙利苏维埃共和国是一个共产主义残存国家。当匈牙利议会共和国成立时，它只控制了匈牙利约23%的历史领土。
共产党在匈牙利农村非常不受欢迎，因为那里的政府往往不存在权威。共产主义者只有在大型工业中心的无产阶级群众中才得到真正的民众支持，尤其是在布达佩斯，那里的工人阶级占人口的比例很高。共产党政府遵循苏联模式。该党成立了恐怖组织（如臭名昭著的列宁男孩），以“克服匈牙利农村的障碍”，这后来被称为匈牙利的红色恐怖。
新政府承诺平等和社会正义。它提议将匈牙利改组为联邦制。该提案旨在吸引国内外舆论。国内考虑包括维护前王室土地的领土完整和经济统一，保护国家边界。政府在城市里得到了民众的支持，也得到了军队的支持。匈牙利军队的大多数军官来自第一次世界大战期间被强行占领的地区，这增强了他们的爱国情绪。由于匈牙利的多民族组成，匈牙利作为一个联邦将根据威尔逊的民族自决原则向他求助。此外，匈牙利境内非匈牙利人的自治和自我导向机构将削弱匈牙利人的主导地位。

## 1919年4月-6月
1919年3月21日之后，罗马尼亚发现自己处于两个共产主义政府国家之间：西面的匈牙利和东面的苏俄。出席巴黎和会的罗马尼亚代表团要求允许罗马尼亚军队推翻库恩在匈牙利的共产党政府。协约国也意识到共产主义对罗马尼亚的威胁。然而，美国总统伍德罗·威尔逊、英国首相大卫·劳合·乔治和法国总理乔治·克列孟梭在议会中就法国在与德国接壤的边境上要求的保证存在分歧。特别是，美国代表团确信，斐迪南·福煦元帅周围的法国强硬派正试图与德国和苏俄发动新的冲突。协约国委员会试图缓和罗马尼亚和匈牙利之间的局势。
4月4日，南非将军扬·史末资被派往匈牙利，与匈牙利共产党政府讨论了一项提议，即他们遵守之前在维克斯照会中向卡罗伊提出的条件。史末资的任务也代表了协约国对库恩政府的正式承认。他可能问过库恩是否愿意充当协约国和苏俄之间的沟通渠道。作为匈牙利同意维克斯照会中规定的条件的交换，协约国承诺解除对匈牙利的封锁，并对匈牙利将领土割让给罗马尼亚、捷克斯洛伐克和南斯拉夫采取仁慈的态度。库恩拒绝了这些条款，并要求罗马尼亚军队返回穆列什河沿岸。史末资的谈判中止了。
库恩试图拖延时间来建立一支能够与罗马尼亚和捷克斯洛伐克作战的部队。匈牙利有20,000名士兵面对罗马尼亚军队，并动员了另外60,000人。瑙吉瓦劳德（奥拉迪亚）、久洛、德布勒森和索尔诺克等城镇都有招募中心。有一些来自前奥匈帝国军队的精英部队和军官，但也有一些是几乎没有受过训练的志愿者。匈牙利军队装备了137门大炮和5列装甲列车，其动机是匈牙利民族主义情绪，而不是共产主义理想。库恩寄希望于苏俄从东方进攻罗马尼亚。
当库恩拒绝维克斯照会的条款时，罗马尼亚采取行动执行新的铁路分界线。:550在特兰西瓦尼亚的罗马尼亚军队包括64个步兵营、28个骑兵中队、160门大炮、32门榴弹炮、一列装甲车、三个空军中队和两个先锋营，一个北营和一个南营。格奥尔基·默尔德雷斯库将军在特兰西瓦尼亚指挥罗马尼亚军队。北方营的指挥官是莫绍尤将军。罗马尼亚计划于1919年4月16日采取进攻行动。北营将攻占纳吉卡罗伊（卡雷）和瑙吉瓦劳德（奥拉迪亚），这将使匈牙利精锐的塞凯伊师与其他部队分开。然后，北营将从侧面包围匈牙利军队。与此同时，南营将向马里安拉德纳（现为利波瓦的一部分）和拜莱涅什（贝尤什）推进。

## 行动开始

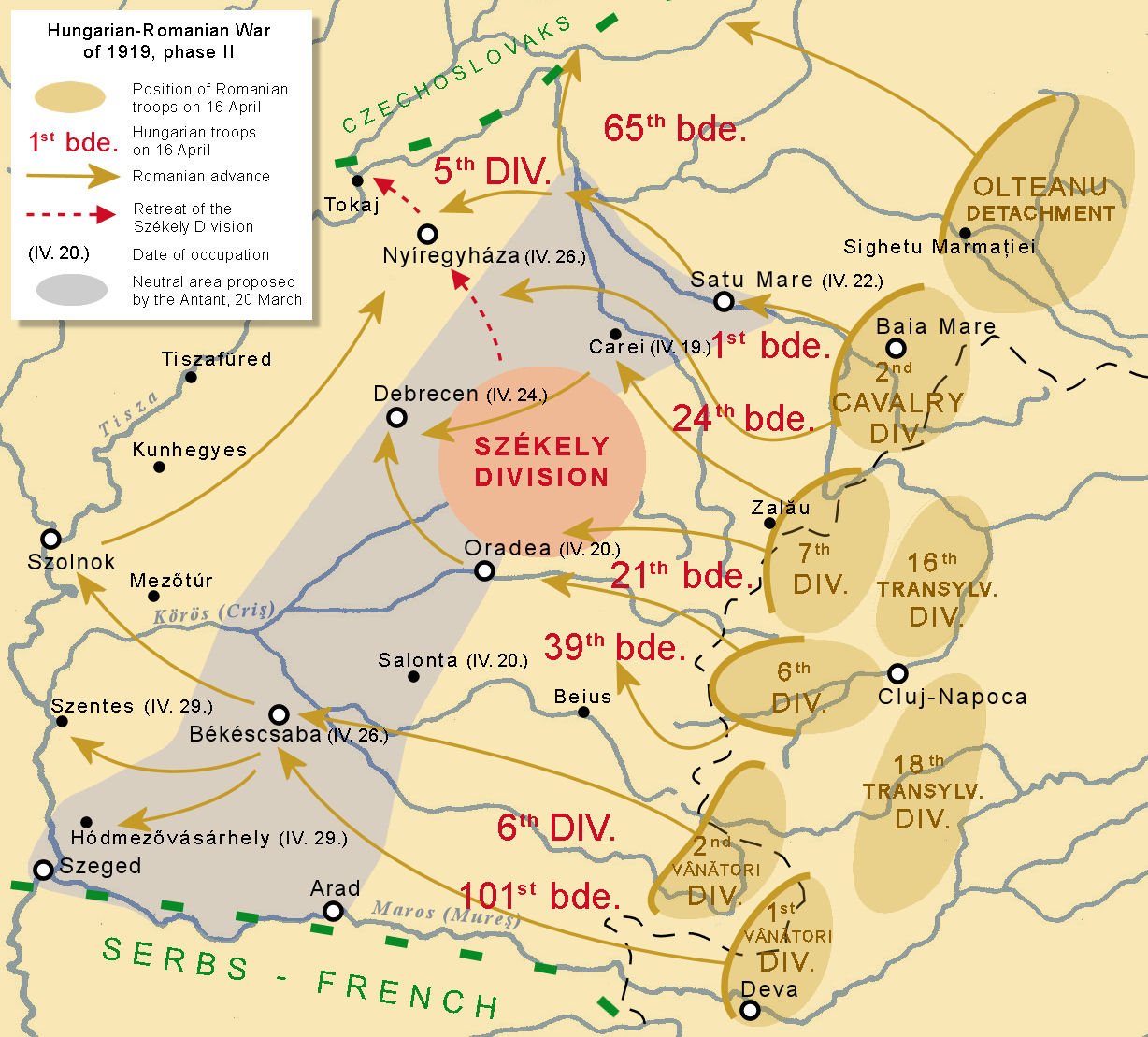
1919年4月，罗马尼亚军行动方向

当库恩意识到罗马尼亚准备进攻时，他在匈牙利红军控制的领土上加固了山口。然后，在4月15日至16日晚，匈牙利人发动了先发制人的攻击，但罗马尼亚人守住了防线。4月16日，罗马尼亚军队开始进攻。经过激烈的战斗，罗马尼亚人占领了山口。在第2猎枪兵师的前方，一营匈牙利学员进行了顽强抵抗；然而，他们被第9团打败了。
到4月18日，罗马尼亚攻势的第一部分已经完成，匈牙利战线已经被打破。4月19日，罗马尼亚军队占领了卡雷（纳吉卡罗伊），4月20日，他们占领了奥拉迪亚（瑙吉瓦劳德）和萨隆塔（瑙吉绍隆陶）。罗马尼亚军队没有遵循维克斯照会的指示，而是继续向蒂萨河挺进，这是一个容易防御的天然军事障碍。

### 罗马尼亚军队抵达蒂萨河

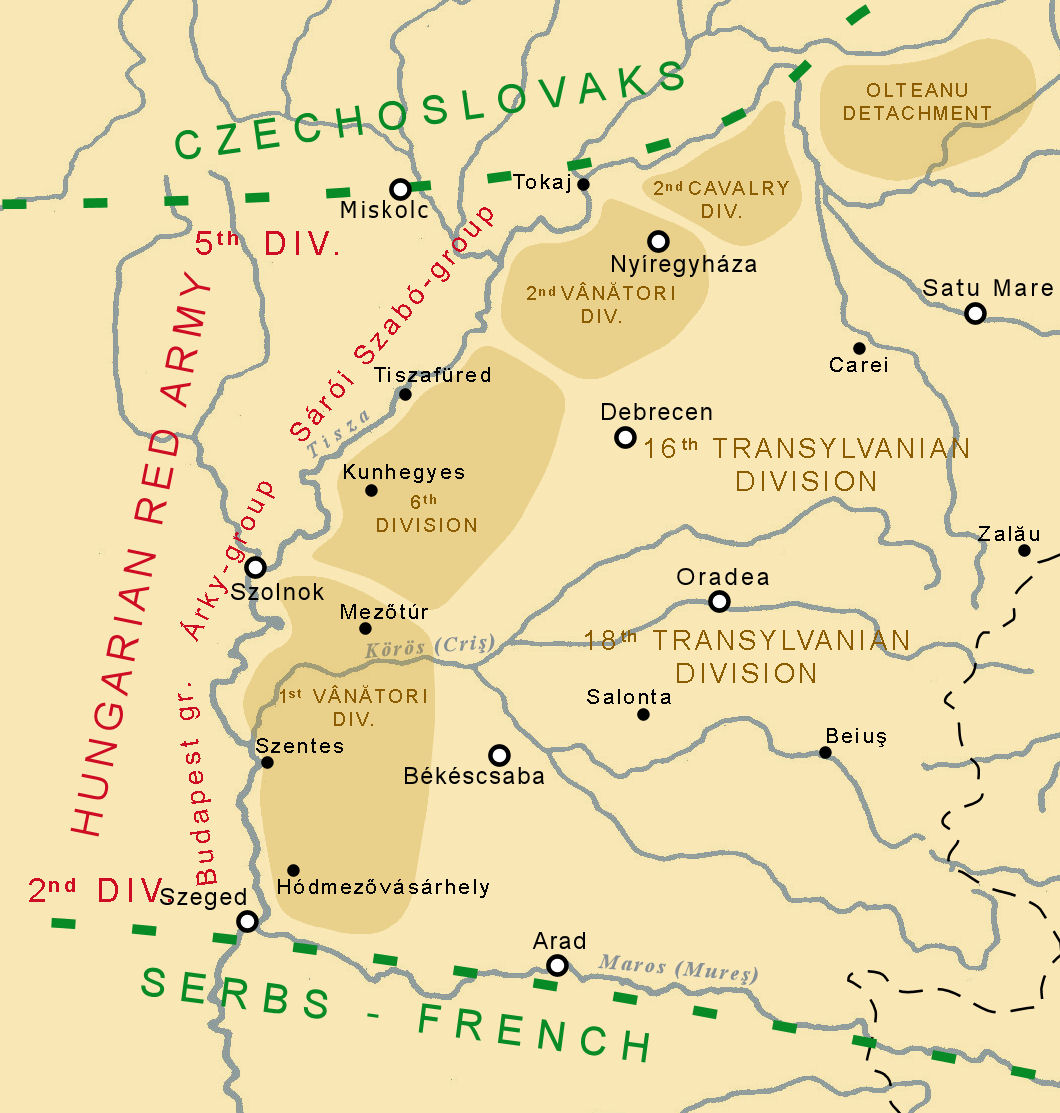
1919年5月3日的前线

4月23日，德布勒森被罗马尼亚军队占领。随后，罗马尼亚军队开始准备对贝凯什乔包发动进攻。4月25日至26日，经过一番激烈战斗，贝凯什乔包落入罗马尼亚军队之手。匈牙利人撤退到索尔诺克，从那里穿过蒂萨河。他们在索尔诺克周围的蒂萨河建立了两条同心的防线。4月29日至5月1日，罗马尼亚军队突破了防线。5月1日晚，蒂萨河东岸全部被罗马尼亚军队控制。
4月30日，法国外交部长斯蒂芬·毕盛召见了罗马尼亚驻巴黎和平会议代表扬·约内尔·布勒蒂亚努。罗马尼亚被告知停止在蒂萨河的推进，撤退到协约国委员会划定的第一条分界线。布勒蒂亚努承诺罗马尼亚军队不会渡过蒂萨河。5月2日，匈牙利代表维尔特·亨里克中校提出请求，要求和平。库恩准备承认罗马尼亚的所有领土要求，要求停止敌对行动，并要求继续控制匈牙利内政。

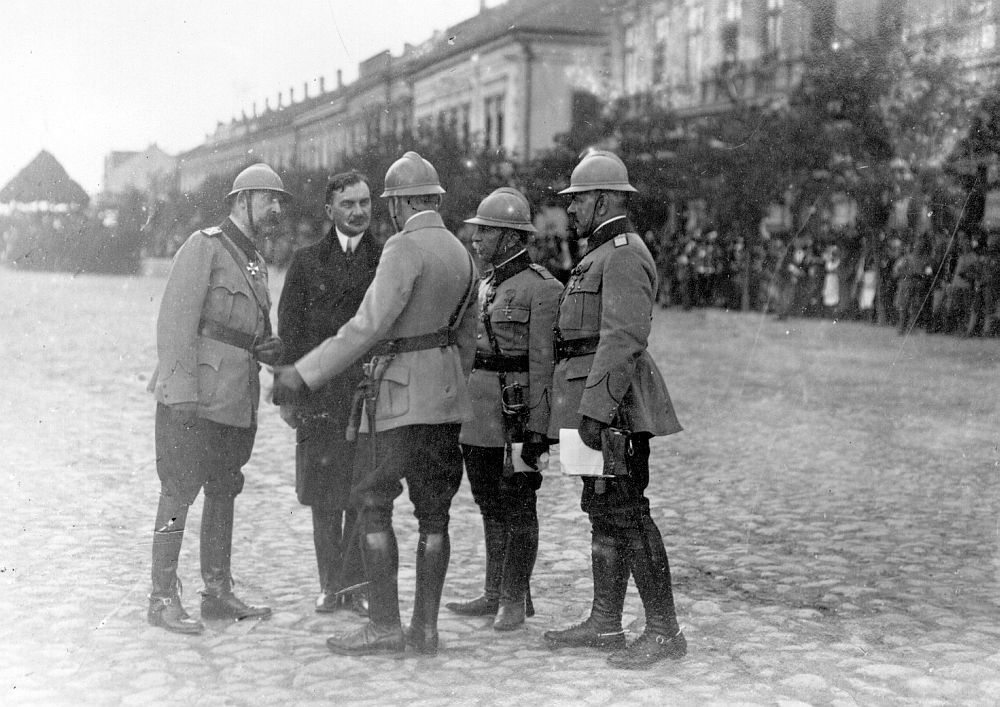
斐迪南一世国王和尤柳·马纽在贝凯什乔包面见罗马尼亚将领，1919年5月24日

罗马尼亚提出停战，但只是在协约国的压力下才停战。莫绍尤将军成为罗马尼亚边境和蒂萨河之间军事区的首长。米哈埃斯库将军成为北营的指挥官。第7师被转移到摩尔多瓦的俄罗斯前线。5月24日，罗马尼亚国王斐迪南一世和尤柳·马纽（特兰西瓦尼亚督政府委员会主席）访问了前线地区，并在贝凯什乔包会见了康斯坦丁·普雷赞、格奥尔基·默尔德雷斯库和施特凡·帕纳伊泰斯库将军。

### 斯洛伐克苏维埃共和国成立
5月下旬，在协约国军事代表要求匈牙利做出更多领土让步后，库恩试图“履行”他遵守匈牙利历史边界的承诺。库恩下令准备对捷克斯洛伐克发动进攻，这将通过兑现他“恢复”匈牙利边界的承诺来增加他的国内支持。匈牙利红军的士兵主要从布达佩斯无产阶级的志愿者中招募。
6月，匈牙利红军入侵了新成立的捷克斯洛伐克东部：斯洛伐克和喀尔巴阡鲁塞尼亚（大约是前上匈牙利）。匈牙利红军在早期取得了一些军事上的成功。在斯特罗姆菲尔德·奥雷尔上校的领导下，它从北部驱逐了捷克斯洛伐克军队，并计划在东部向罗马尼亚军队进军。匈牙利红军招募了19至25岁的男性。很多来自布达佩斯的产业工人自愿参加。许多前奥匈帝国军官因爱国原因重新入伍。匈牙利红军将其第1和第5炮兵师（40个营）向北转移到捷克斯洛伐克。
1919年5月20日，斯特罗姆菲尔德`奥雷尔上校率领的一支部队从米什科尔茨袭击并击溃了捷克斯洛伐克军队。罗马尼亚军队用第16步兵师和第2猎枪兵师的部队袭击了匈牙利侧翼，旨在与捷克斯洛伐克军队保持联系。匈牙利军队获胜，罗马尼亚军队撤退到托考伊的桥头堡。5月25日至30日，罗马尼亚军队被要求在那里防御匈牙利的袭击。

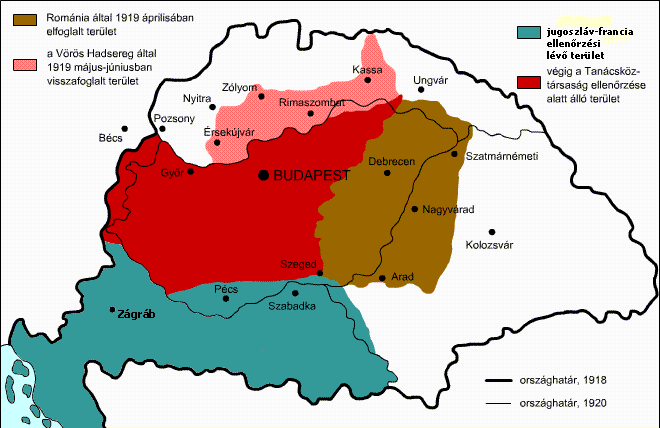
原匈牙利王国势力控制图，1918-1920，红色为匈牙利苏维埃共和国控制地区，粉红色为匈牙利收复地区，棕色为罗马尼亚王国控制地区，绿色为法国和南斯拉夫控制地区

6月3日，罗马尼亚军队被迫进一步撤退，但沿蒂萨河延长了防线，并加强了自5月22日以来一直从布科维纳前进的第8师的阵地。匈牙利当时从旧边界控制了该领土，并重新控制了米什科尔茨、绍尔戈陶尔扬、班斯卡-什佳夫尼察（谢尔梅茨巴尼奥）和科希策（考绍）周围的工业区。
尽管承诺恢复匈牙利的前边界，但在军事胜利后，共产党人立即于1919年6月16日在普雷绍夫（艾派尔耶什）宣布成立斯洛伐克苏维埃共和国。宣布成立斯洛伐克苏联共和国后，匈牙利民族主义者和爱国者很快意识到，新的共产主义政府无意夺回失去的领土，而只是传播共产主义意识形态，在欧洲建立其他共产主义国家，从而牺牲了匈牙利的国家利益。
匈牙利爱国者和红军中的专业军官认为斯洛伐克苏维埃共和国的建立是一种背叛，他们对政府的支持开始减弱（共产党人及其政府支持建立斯洛伐克共产主义国家，而匈牙利爱国者则希望将重新占领的领土留给匈牙利）。尽管对捷克斯洛伐克军队取得了一系列军事胜利，但由于斯洛伐克苏维埃共和国成立期间民族主义者和共产主义者之间的紧张关系，匈牙利红军开始瓦解。这一让步削弱了匈牙利红军中专业军官和民族主义者对共产党政府的支持。甚至总参谋长斯特罗姆菲尔德·奥雷尔也辞职以示抗议。
当法国向匈牙利政府承诺罗马尼亚军队将撤出外蒂萨地区时，库恩从捷克斯洛伐克撤出了他在与斯洛伐克苏维埃共和国的政治惨败后仍然忠诚的剩余军事部队。随后，库恩试图将士气低落的匈牙利红军的剩余部队转向对付罗马尼亚人，但未能成功。

### 与苏维埃俄国的冲突
比萨拉比亚并入罗马尼亚于1918年4月9日签署。它将这些领土带入现代罗马尼亚国家，但苏维埃俄国不予承认。然而，苏维埃俄国在与白军、波兰和乌克兰独立战争中被占领，因此没有资源挑战罗马尼亚。布尔什维克的苏俄可能利用乌克兰准军事领导人尼基福尔·格里戈里挑战罗马尼亚，但事实证明，该计划的情况并不乐观。
在匈牙利共产党上台之前，苏俄曾与敖德萨苏维埃共和国交战，入侵罗马尼亚，并在德涅斯特河对岸发动零星袭击，从比萨拉比亚省夺回领土。1924年成立的摩尔达维亚苏维埃社会主义自治共和国后来也依法炮制。罗马尼亚成功击退了两次入侵。匈牙利共产党统治开始后，苏俄向罗马尼亚发出最后通牒和战争威胁。尽管罗马尼亚的一个师和其他一些新成立的部队从匈牙利前线转移到比萨拉比亚，但这些威胁并没有阻止罗马尼亚在匈牙利的行动。
1918年2月9日，协约国和乌克兰签署了《布列斯特-立陶夫斯克条约》，承认乌克兰是一个中立和独立的国家。对罗马尼亚领土的入侵停止。1919年1月至5月，苏俄军队对罗马尼亚采取了一些进一步的有限行动。1月下旬，布尔什维克指挥的乌克兰军队向兹布鲁奇河挺进。乌克兰军队占领了自1918年11月10日以来被罗马尼亚占领的霍京镇。乌克兰军队占领了霍京几天，随后被罗马尼亚军队击溃。
当时，苏俄正在抵御安东·邓尼金领导的南俄罗斯武装部队的袭击。在波兰、乌克兰和俄罗斯志愿者的支持下，菲利普·亨利·约瑟夫·当塞尔姆将军率领的三个法国师和两个希腊师袭击了敖德萨附近的苏俄军队。1919年3月21日，为了支持协约国的进攻，罗马尼亚军第39团占领了蒂拉斯波尔。

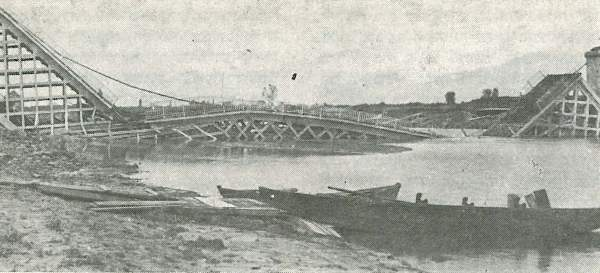
宾杰里铁路桥被罗马军队摧毁

4月，在别尔佐夫，乌克兰苏维埃第3集团军击败了向敖德萨撤退的当塞尔姆部队。4月下旬，法国政府的更迭导致协约国从敖德萨撤军。部队乘船离开，并遗弃了一些重型装备。一些部队，以及乌克兰和俄罗斯的志愿者，从比萨拉比亚南部撤退。与此同时，罗马尼亚军队加强了在比萨拉比亚的阵地。
5月1日，布尔什维克-苏俄外交部长格奥尔基·契切林向罗马尼亚政府发出最后通牒，要求其离开比萨拉比亚。在弗拉基米尔·安东诺夫-奥弗申科的指挥下，布尔什维克-苏俄军队沿德涅斯特河集结，准备于5月10日对比萨拉比亚发动大规模进攻。比萨拉比亚的袭击加剧，并于5月27日至28日达到顶峰，蒂吉纳发生起义。为了准备这次袭击，他们从飞机上扔下宣言，邀请协约国与他们建立友谊。60名法国士兵渡过德涅斯特河支援俄罗斯人。布尔什维克苏俄部队进入蒂吉纳，并占领了该镇数小时。
罗马尼亚陆军第4和第5步兵师被转移到比萨拉比亚。在比萨拉比亚南部，罗马尼亚陆军第15步兵师成立了一个领土指挥单位。到6月底，该地区的紧张局势有所缓解。

## 1919年7月-8月
协约国对罗马尼亚向蒂萨河推进深感不满。他们要求罗马尼亚撤退到第一条铁路分界线，并开始与库恩政府谈判。罗马尼亚坚持留在蒂萨线。协约国威胁法国、塞尔维亚和罗马尼亚军队从南部和东部对匈牙利采取协同行动，迫使匈牙利停止入侵捷克斯洛伐克。同时协约国也承诺在随后的和平谈判中支持匈牙利划定新边界。6月12日，理事会讨论了匈牙利与罗马尼亚、捷克斯洛伐克和南斯拉夫拟议的新边界。
6月23日，匈牙利与捷克斯洛伐克签署停战协议。到7月4日，匈牙利军队已经撤退到匈牙利-捷克斯洛伐克分界线以南15公里处。理事会要求罗马尼亚离开外蒂萨地区，尊重新边界。罗马尼亚表示，在匈牙利军队复员之前不会撤退。库恩说，他将继续依靠军队的力量。7月11日，议会命令费迪南·福煦元帅准备使用塞尔维亚、法国和罗马尼亚军队对匈牙利发动协同进攻。匈牙利则准备在蒂萨河沿岸采取行动。
罗马尼亚军队在蒂萨河前线与匈牙利军队对峙250公里（160英里）。战线从南部的塞格德（毗邻法国和塞尔维亚军队）延伸到北部的托考伊（毗邻捷克斯洛伐克军队）。7月17日，匈牙利发动进攻。

### 1919年7月的匈牙利军队
库恩·贝拉的红军由政治委员领导，之前经验丰富的专业军官在匈牙利-捷克斯洛伐克战争期间的政治惨败后辞职。不过，他们的小部队指挥官都是经验丰富的士兵。匈牙利陆军集结了100个步兵营（50,000人）、10个骑兵中队（1,365人）、69个口径高达305毫米的炮兵连和9列装甲列车。部队分为三个集团：北部、中部和南部。中部集团是最强的。
匈牙利计划让三个集团一起渡过蒂萨河。北部集团将向萨图马雷（绍特马尔内梅蒂）推进，中部集团将向奥拉迪亚（瑙吉瓦劳德）推进，南部集团将向阿拉德推进。他们的目的是煽动布尔什维克苏维埃俄国进攻比萨拉比亚。

### 1919年7月的罗马尼亚军队
罗马尼亚陆军由92个营（48,000人）、58个骑兵中队（12,000人）、80口径高达155毫米的炮兵连、两列装甲列车和一些支援部队组成。他们沿着三条线部署。第一线由北部的第16师和南部的第18师负责。第二线部署了更强大的部队：北部的第2猎枪兵师，集中在尼赖吉哈佐及其周边地区，南部的第1猎枪兵师，集中在贝凯什乔包及其周边地区。
第三线由罗马尼亚最强大的部队驻守：第一和第六步兵师、第一和第二骑兵师以及支援部队。它位于从卡雷出发，经过奥拉迪亚和阿拉德以北的铁路上。第20和第21步兵师的任务是维持第三线后的公共秩序。第一条线很细，因为它应当采取拖延行动，直到摸清进攻的匈牙利军队的真实意图。然后，与第二线的部队一起，第一线将被守住，直到第三线的部队能够发动反击。罗马尼亚司令部计划利用其控制下的铁路运送部队。大多数罗马尼亚士兵都是第一次世界大战的退伍军人。

### 匈牙利攻势

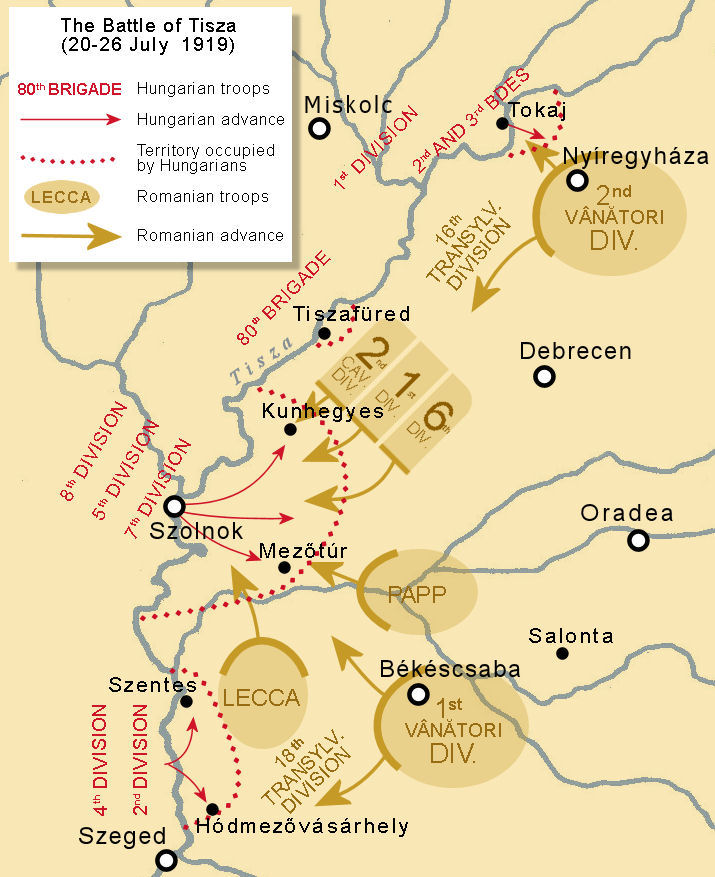
1919年7月，匈牙利军队和罗马尼亚军队在蒂萨河战役中的行动

7月17日至20日，匈牙利军队轰炸了罗马尼亚阵地并进行了侦察行动。7月20日凌晨3点左右，经过猛烈轰炸，包括所有三个集团在内的匈牙利步兵越过蒂萨河，袭击罗马尼亚阵地。7月20日，在北部战场，匈牙利军队占领了劳考毛兹和附近的一些村庄。罗马尼亚第16和第2猎枪兵师的部队很快夺回了这些村庄，并于第二天夺回了劳考毛兹。匈牙利人继续努力进攻，在炮火的支援下，夺回了劳考毛兹和附近的两个村庄，但无法突破劳考毛兹桥头堡。
匈牙利部队试图用第80国际旅的部队在蒂萨菲赖德渡过蒂萨河，从侧面包围罗马尼亚阵地。在那里，他们被罗马尼亚第16师的部队拦住了。7月24日，罗马尼亚第20步兵师作为增援部队进入，清理了蒂萨菲赖德的桥头堡。由于无法突破劳考毛兹，匈牙利军队加强了阵地并重新部署了一些部队。正如罗马尼亚军队所做的那样，北部的战斗暂时停止。7月26日，罗马尼亚人发动袭击，到晚上10点，他们已经清除了劳考毛兹桥头堡，罗马尼亚军队控制了蒂萨河东岸的北部。
在南部地区，在为期两天的战斗中，匈牙利第2师从罗马尼亚第18师第89和90团手中夺取了森特什。7月21日至22日，霍德梅泽瓦沙海伊在匈牙利军队和第1猎枪兵旅支援的第90步兵团的罗马尼亚军队之间多次易手。7月23日，罗马尼亚军队重新占领了霍德梅泽瓦沙海伊、森特什和明曾特。罗马尼亚人控制了该地区的蒂萨河东岸，这使得第1猎枪兵旅得以向中心移动。7月20日，匈牙利军队在蒂萨河东岸的索尔诺克建立了一个坚固的桥头堡，遭到罗马尼亚第18步兵师第91团的反击。匈牙利军队将第6和第7师转移到蒂萨河对岸，在桥头堡内集结，并在第一道防线上袭击罗马尼亚人。匈牙利第6步兵师攻占了特勒克圣米克洛什，第7师向迈泽图尔推进，第5师向图尔凯韦推进。
7月22日，匈牙利军队在索尔诺克以北20公里（12英里）处渡过蒂萨河，从罗马尼亚第18猎枪兵团手中夺取孔海杰什。罗马尼亚第18师得到了第二线部队的增援，其中包括第1骑兵师和整个第2猎枪兵旅的一些部队。7月23日，匈牙利军队占领了图尔凯韦和迈泽图尔。匈牙利军队控制了蒂萨河沿岸80公里（50英里）长、蒂萨河以东索尔诺克60公里（37英里）的纵深地区。罗马尼亚军队在匈牙利领土以北进行了演习。指挥第2骑兵师的克莱安特·大卫多格鲁将军在离河边最近的地方集结。指挥第1步兵师的米哈伊·奥博贾努将军在中部集结，指挥第6步兵师的马塞尔·奥尔泰亚努将军在最东面集结。

### 罗马尼亚反击
7月24日，罗马尼亚陆军北部机动小组发动袭击。第2骑兵师的部队在第18步兵师的支援下占领了孔海杰什。罗马尼亚第1步兵师袭击了匈牙利第6步兵师，并占领了费吉韦尔奈克。罗马尼亚第6师不太成功，在左翼遭到匈牙利预备队的反击。这次袭击总共将匈牙利军队击退了20公里（12英里）。罗马尼亚军队得到了第2猎枪兵师和一些骑兵部队的支援。
7月25日，战斗仍在继续。匈牙利军队在费吉韦尔奈克进行反击，并与罗马尼亚第1步兵师交战。随着防线的突破，匈牙利军队开始向索尔诺克的蒂萨河大桥撤退。7月26日，匈牙利军队摧毁了这座桥。当天结束时，蒂萨河东岸再次被罗马尼亚控制。

### 罗马尼亚部队越过蒂萨河

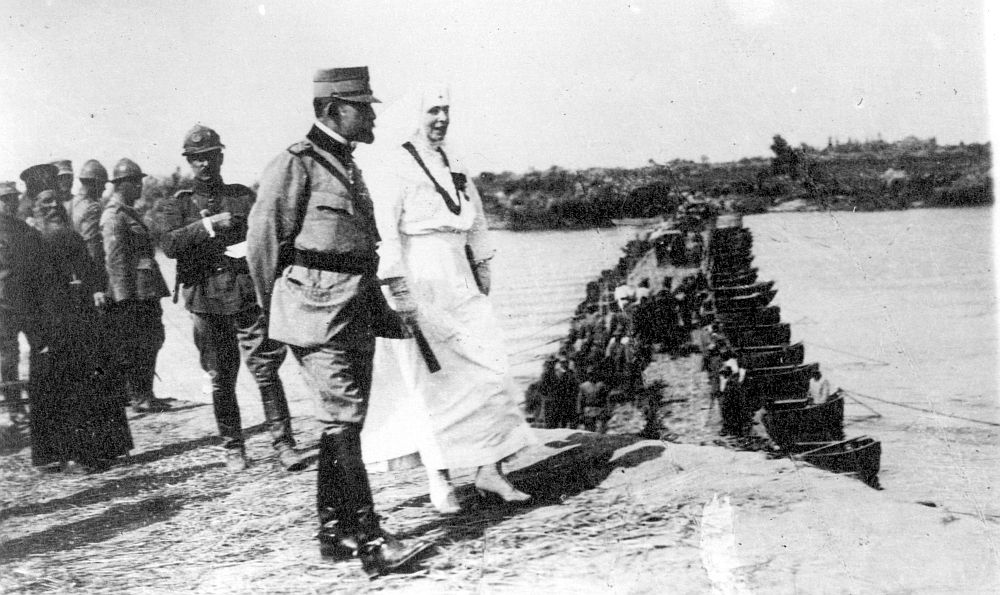
在斐迪南国王和玛丽王后的见证下，第2猎枪兵师部队越过蒂萨河

在击退匈牙利进攻后，罗马尼亚军队准备渡过蒂萨河。第7步兵师从比萨拉比亚返回。第2步兵师和一些较小的步兵和炮兵部队也返回。罗马尼亚军队集结了119个营（共84,000人）、99个炮兵连、392门火炮和60个骑兵中队（12,000人）。匈牙利军队继续进行炮击。
7月27日至29日，罗马尼亚军队通过小规模进攻考验了匈牙利的防御力量。计划在费吉韦尔奈克附近渡过蒂萨河，并在那里转向。7月29日至30日晚，罗马尼亚军队渡过蒂萨河。诱饵行动在沿河的其他地点进行，并引发了激烈的炮击。罗马尼亚军队保持了突袭的态势。7月31日，匈牙利军队开始向布达佩斯撤退。与此同时，一队匈牙利飞机袭击了横跨蒂萨河的罗马尼亚浮桥。他们被第五航空集团的飞行员拦截，他们击退了袭击，并击落一架匈牙利飞机。

### 罗马尼亚军队占领布达佩斯

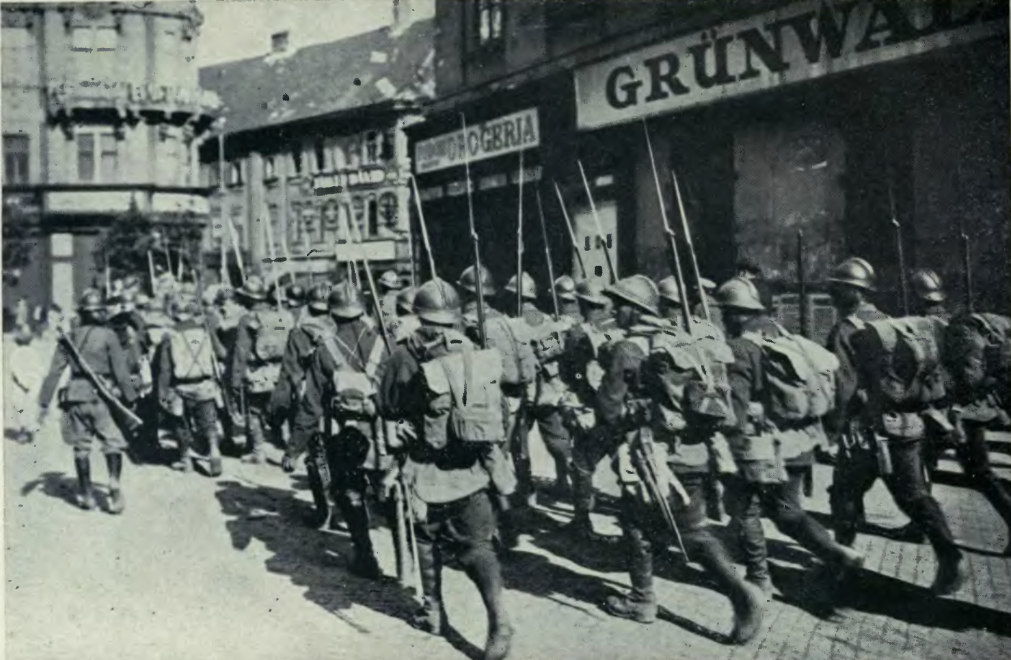
罗马尼亚部队进入布达佩斯

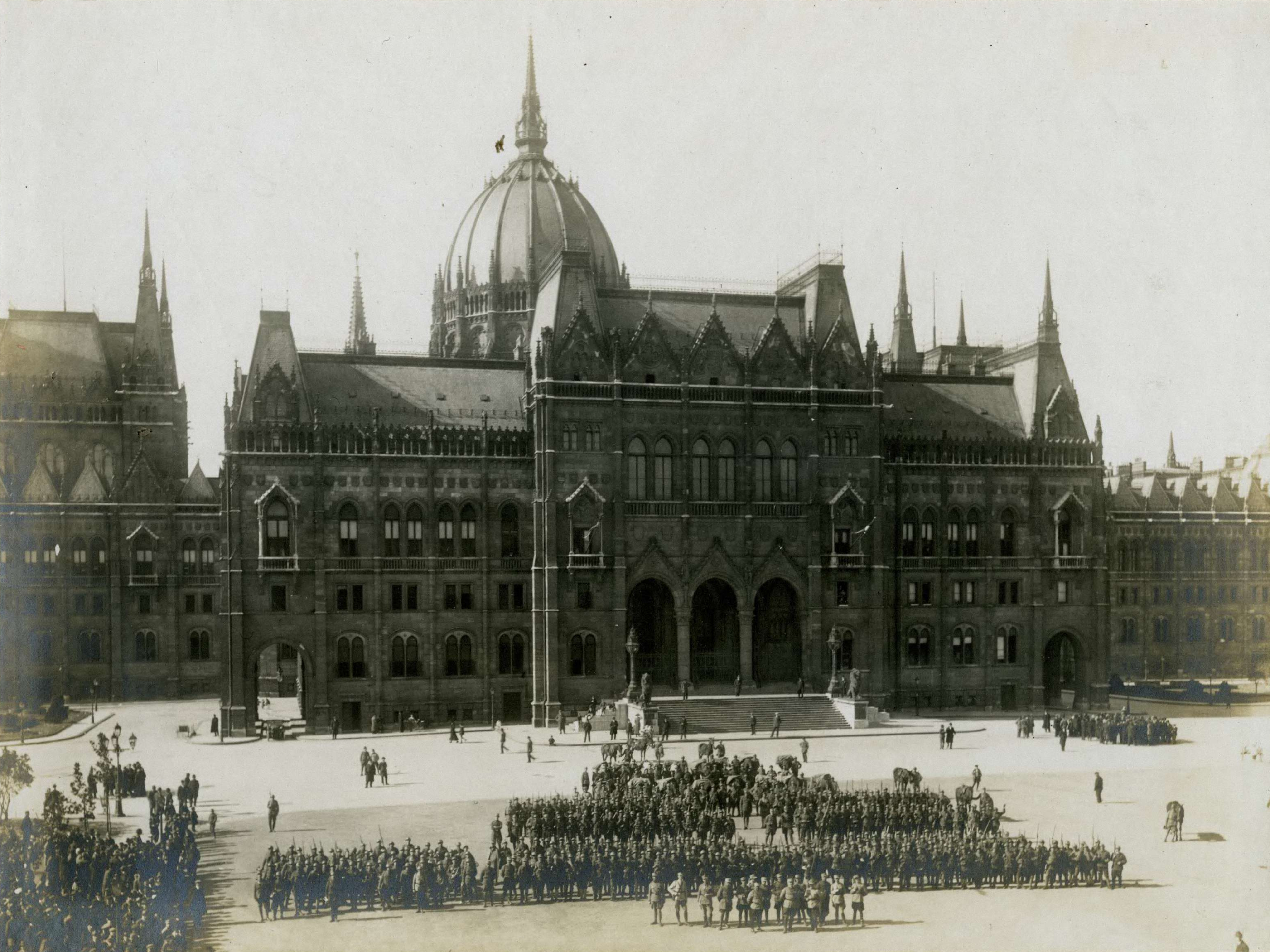
位于匈牙利议会大厦前面的罗马尼亚第27步兵师

罗马尼亚军队继续向布达佩斯推进。8月3日，在格奥尔基·鲁塞斯库将军的指挥下，第4旅第6骑兵团的三个中队进入布达佩斯。直到8月4日中午，400名罗马尼亚士兵用两门大炮占领了布达佩斯。随后，大部分罗马尼亚军队抵达该市，并在指挥官莫绍尤将军面前举行了穿过市中心的游行。罗马尼亚军队继续向匈牙利腹地推进，并在杰尔停留。
罗马尼亚入侵匈牙利引发了战争中最激烈的战斗。罗马尼亚军队的伤亡人数为123名军官和6434名士兵，其中39名军官和1730名士兵死亡，81名军官和3125名士兵受伤，3名军官和1579名士兵失踪。截至8月8日，罗马尼亚部队俘获1235名匈牙利军官和10000名士兵，缴获了350支枪（包括两支305毫米口径的枪）、332挺机枪、51450支步枪、4316支卡宾枪、519支左轮手枪和87架飞机。

## 后续

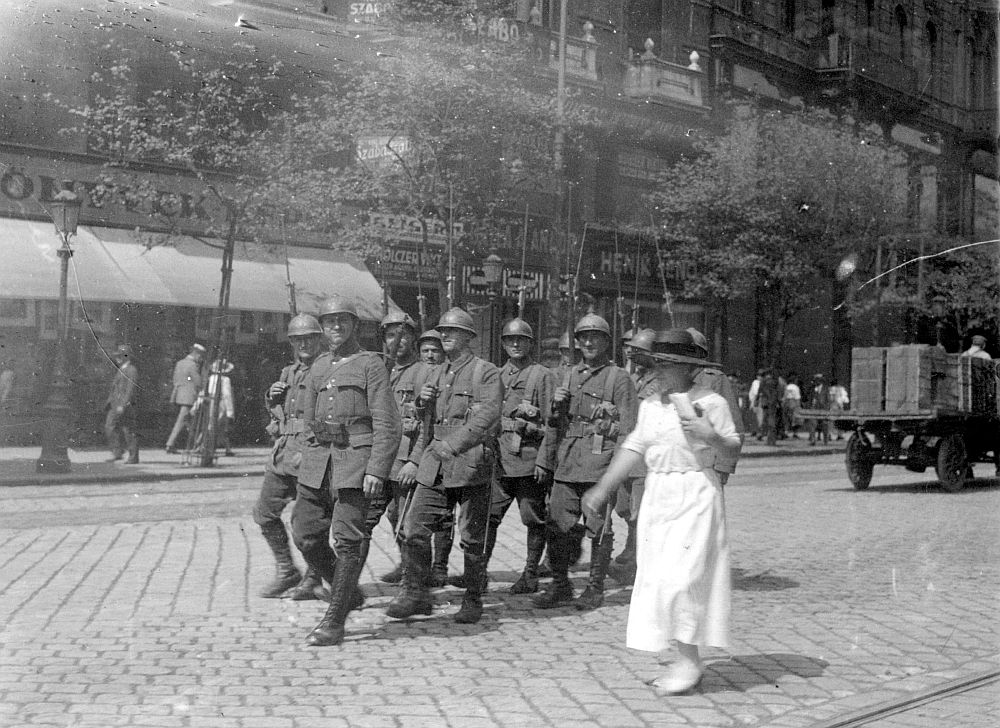
在布达佩斯街头维持秩序的罗马尼亚部队

8月2日，库恩逃离匈牙利前往奥地利边境，最终抵达俄罗斯苏维埃社会主义共和国。在协约国委员会的协助下，佩德尔·久洛领导的社会主义政府在布达佩斯成立，但任期很短。
反革命的白宫兄弟会试图任命奥地利大公约瑟夫·奥古斯特为匈牙利国家元首，弗里德里希·伊斯特万为总理。然而，盟军不会接受哈布斯堡王朝人士担任匈牙利国家元首，因此需要一个新政府。

### 罗马尼亚占领匈牙利
罗马尼亚占领了匈牙利全境，除了巴拉顿湖周围的一个地区。在那里，海军上将霍尔蒂·米克洛什用罗马尼亚武器组成了一支民兵。:612霍尔蒂正准备在罗马尼亚占领结束时成为匈牙利的新领导人。他的支持者包括一些极右翼民族主义者。霍尔蒂的支持者还包括白卫队成员，他们迫害布尔什维克和匈牙利犹太人，他们认为这些人是共产主义者，因为他们不成比例地参与了库恩的政府。:619:80-86,120罗马尼亚占领军还对其控制地区的任何革命分子采取了惩罚行动。最初，罗马尼亚军队在被占领的匈牙利提供治安和行政服务。后来，在协约国委员会的压力下，这些角色被归还给了匈牙利人。:52然而，在布达佩斯，仅向3700名警察提供了600支卡宾枪。

### 罗马尼亚赔偿
协约国对罗马尼亚在匈牙利-罗马尼亚战争的大部分时间里的行为感到不满。罗马尼亚没有遵循协约国委员会的指示，例如，向蒂萨河以西移动并要求巨额赔偿。:22,28协约国决定匈牙利应与同盟国共同支付战争赔款。该委员会向罗马尼亚施压，要求其接受盟军间军事特派团的监督，以监督匈牙利军队的解除武装，并要求罗马尼亚军队撤军。:28:614
协约国间军事任务委员会包括哈里·希尔·班德霍尔茨（美）将军，他写了一本详细的事件日记。雷金纳德·戈顿（英）；让·塞萨尔·格拉齐亚尼（法）和埃内斯托·蒙贝利（意）。:32蒙贝利的秘书、布达佩斯最高委员会前军事代表圭多·罗马内利中校被指控对罗马尼亚有偏见，并被撤职。:616协约国军事使团和罗马尼亚之间的关系是不很和谐的。:45
协约国要求罗马尼亚不要自行要求赔偿，并归还任何缴获的军事资产。:615协约国间间军事特派团要求罗马尼亚将蒂萨河和第一分界线之间主要由匈牙利人居住的领土归还匈牙利。罗马尼亚在扬·布勒蒂亚努总理的领导下，没有遵守协约国间军事特派团的要求。11月15日，协约国委员会拒绝罗马尼亚从德国获得赔偿。:635
谈判的结果是布勒蒂亚努辞去了总理职务；罗马尼亚从德国获得了总赔偿的1%，从保加利亚和土耳其获得了有限的赔偿，罗马尼亚与奥地利签署了和平条约，罗马尼亚保留了匈牙利的赔偿，并确定了罗马尼亚与匈牙利的边界。:646
匈牙利认为罗马尼亚的停战条件很苛刻，并认为征用货物配额是抢劫。:614它还被要求支付占领军的费用。罗马尼亚旨在防止匈牙利重新武装，并为第一次世界大战期间同盟国掠夺其土地寻求报复。罗马尼亚在被协约国拒绝后，也要求赔偿其整个战争努力。根据关于奥地利的《圣日耳曼条约》和关于匈牙利的《特里亚农条约》的条款，罗马尼亚必须向双方支付2.3亿金法郎的“解放费”。罗马尼亚还必须承担与它现在持有的前奥匈帝国领土面积相对应的奥匈帝国公共债务份额。:646

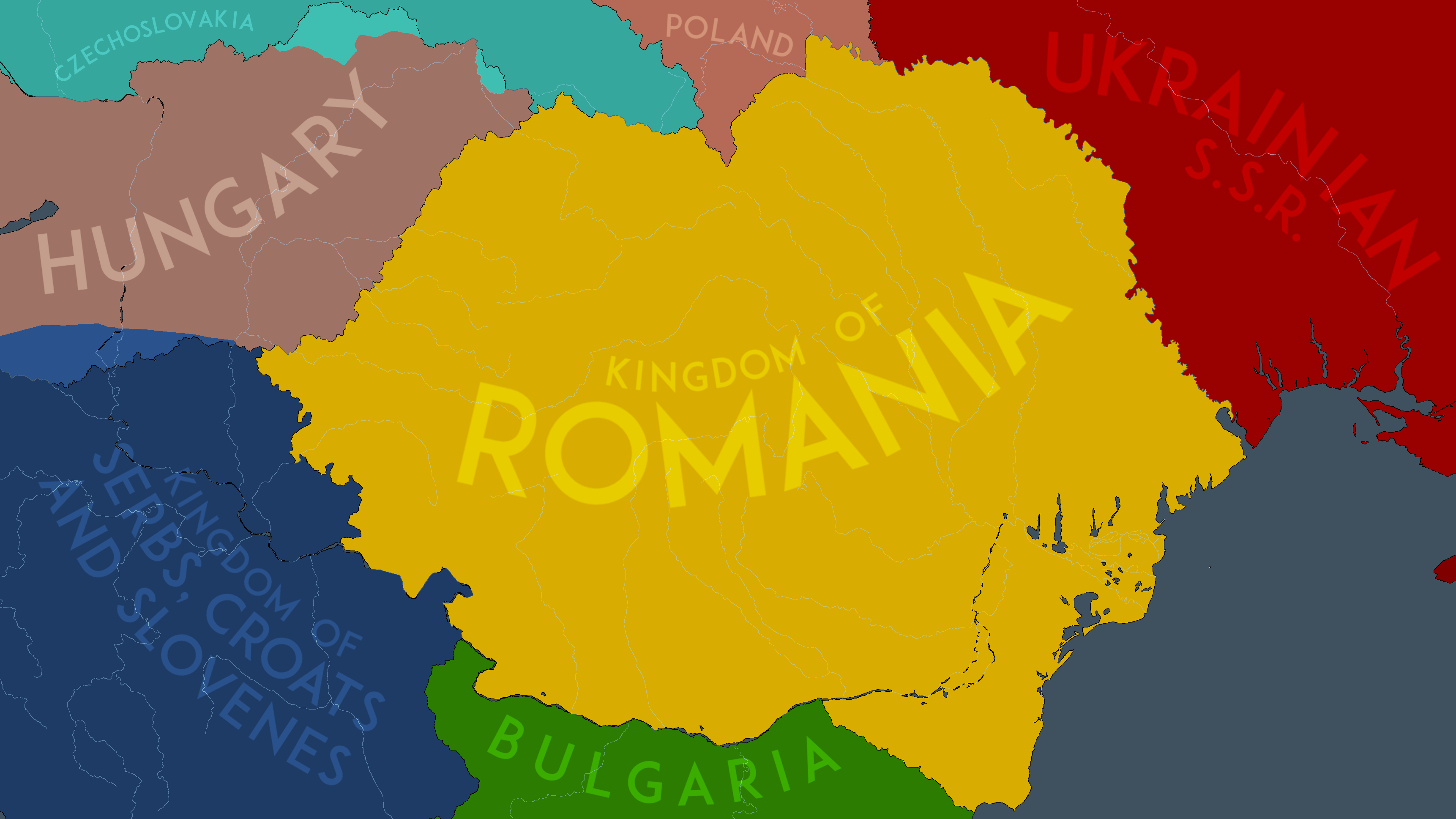
1920年签订《圣日耳曼条约》之后的罗马尼亚版图

1920年初，罗马尼亚军队离开匈牙利。他们带走了包括食品、矿石、运输和工厂设备在内的资源，还发现了匈牙利人从奥匈帝国军队手中夺走的布达佩斯罗马尼亚教堂的历史钟，这些钟还没有融化。匈牙利还割让所有战争物资，但霍尔蒂指挥的部队所需的武器除外。匈牙利将整个军火工业以及50%的铁路机车车辆（800台机车和19000辆汽车）、30%的牲畜、30%的农具和35000辆谷物和饲料货车交给罗马尼亚。
就从匈牙利运出的货物的数量和不分青红皂白的性质而言，罗马尼亚的行为是否构成抢劫存在争议。甚至可以征用私人机动车辆。:131尽管被占领匈牙利的公共实体在罗马尼亚施加的赔偿配额中首当其冲，但如果这些配额不够，罗马尼亚占领当局会向私人实体索取报价，包括农场的牛、马和谷物。:128:612,615-616